# پاچی‌موتان‌اسانا

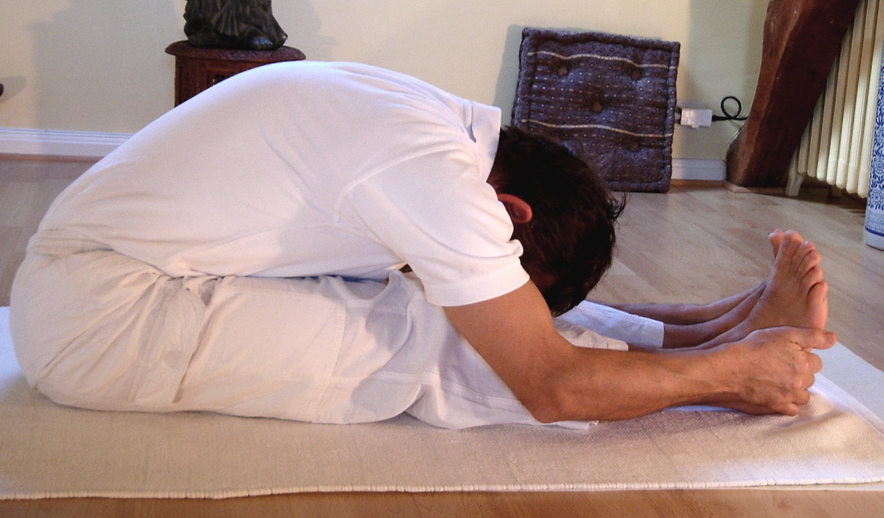
پوسچرهای یوگا Paschimottanasana

Pashchimottanasana (سانسکریت: पश्चिमोत्तानासन)، خم به جلو نشسته، یا کشش شدید پشتی یک آسانا نشسته خم شده به جلو در هاتا یوگا و یوگای مدرن به عنوان ورزش است.

## پاچی‌موتان‌اسانا
پاچی‌موتان‌اسانا از کلمه سانسکریت paschima पश्चिम، paścima گرفته شده‌است. 
این حالت در قرن پانزدهم هاتا یوگا پرادیپیکا، فصل ۱، آیات ۲۸–۲۹ توضیح داده شده‌است.

## شرح
پاها بر روی زمین در جلو بدن مانند چوب دستی کشیده و به جلو خم شده انگشتان پا را با هر دو دست گرفته و پیشانی بر روی زانوها قرار می‌گیرد.
افرادی که به سختی کمر خود را خم می‌کنند باید در انجام این آسانا احتیاط کنند.

## برای مطالعهٔ بیشتر
- شرح مجله یوگا
- یوگا-Paschimottanasana پیشرفته با تصویر و توضیحات
- شرح یوگا در زندگی روزانه